# کهرک
کهرک، روستایی از توابع بخش دهدز شهرستان ایذه در استان خوزستان ایران است.

## جمعیت
این روستا در دهستان دنباله‌رود شمالی قرار دارد و براساس سرشماری مرکز آمار ایران در سال ۱۳۹۵، جمعیت آن ۰ بوده‌است.